# Geopetitia
Geopetitia ist eine  Gattung der Rollschwänze mit vier Arten. Sie ist die einzige Gattung der Geopetitiinae. Sie sind Parasiten im Muskelmagen von Vögeln.

## Merkmale
Geopetitia bzw. Geopetitiinae haben die Merkmale der Tetrameridae. Das Hinterende der Weibchen hat die Gestalt eines Füßchens. Die Vertreter der Gattung zeigen einen deutlichen Sexualdimorphismus.

## Systematik
Das Interim Register of Marine and Nonmarine Genera weist folgende Arten aus:
- Geopetitia aspiculata Webster, 1971
- Geopetitia chabaudi Rasheed, 1960
- Geopetitia pari Chabaud, 1951
- Geopetitia vuylstekei Barus, Sixl & Majumdar, 1978